# Ospizio Scrovegni
L'ospizio Scrovegni è un antico ospizio di Venezia situato nel sestiere di Dorsoduro, in campo Santa Margherita.

## Storia
L'edificio venne realizzato grazie al lascito di Maddalena degli Scrovegni, nobildonna padovana nipote di Enrico degli Scrovegni (committente della Cappella di Padova).
Con testamento del 21 maggio 1421 la donna destinava un ingente capitale per la costruzione di un ospizio in cui alloggiare 13 povere donne vedove.
L'ospizio, realizzato sulla sponda meridionale del rio della Scoazzera (interrato nel 1863) in campo Santa Margherita, venne inizialmente amministrato dalla Procuratia de Citra, sopravvisse alle soppressioni napoleoniche e funziona tutt'oggi sotto l'amministrazione dell'I.R.E. di Venezia.

## Descrizione
L'edificio si distingue dagli altri presenti in campo Santa Margherita grazie al pesante timpano in stile neoclassico posto in sommità, al centro del quale è presente una finestra rettangolare atta probabilmente, assieme alle sette finestrelle sottostanti, ad illuminare il sottotetto.
Il piano nobile è caratterizzato dalla presenza di sette aperture rettangolari: la cellula centrale del palazzo è illuminata dalle tre finestre soprastanti alla formella dedicatoria ormai quasi illeggibile, mentre le due coppie di aperture laterali illuminano due locali dell'ospizio.
Al piano terra sono presenti tre ingressi: i due laterali permettono l'accesso ad alcune botteghe, mentre dall'apertura centrale si accede all'ospizio.
L'edificio è  separato a destra e a sinistra dalle costruzioni adiacenti da due porzioni di muratura forate ad arco, differentemente da tutte le altre aperture architravate presenti sulla facciata.
Sulla lapide dedicatoria posta sopra la porta di ingresso si legge faticosamente:
HOSPITIUM HOC – VETUSTATE CONSUMATUM – NE PIA VOLUNTAS – MAGDALENAE DE SCRIVIGNIS PATAVINAE – EFFECTU DEFICERE – PROCURATORES D. MARCI DE CITRA – A FUNDAMENTIS RESTAU RAVERUNT ANNO DOM. MDCCLXXII.